# Les Aventures de Télévisius
 (juin 2020).
Si vous disposez d'ouvrages ou d'articles de référence ou si vous connaissez des sites web de qualité traitant du thème abordé ici, merci de compléter l'article en donnant les références utiles à sa vérifiabilité et en les liant à la section « Notes et références ».
Les Aventures de Télévisius était une émission de télévision française pour la jeunesse diffusée sur RTF Télévision de 1949 à 1953.

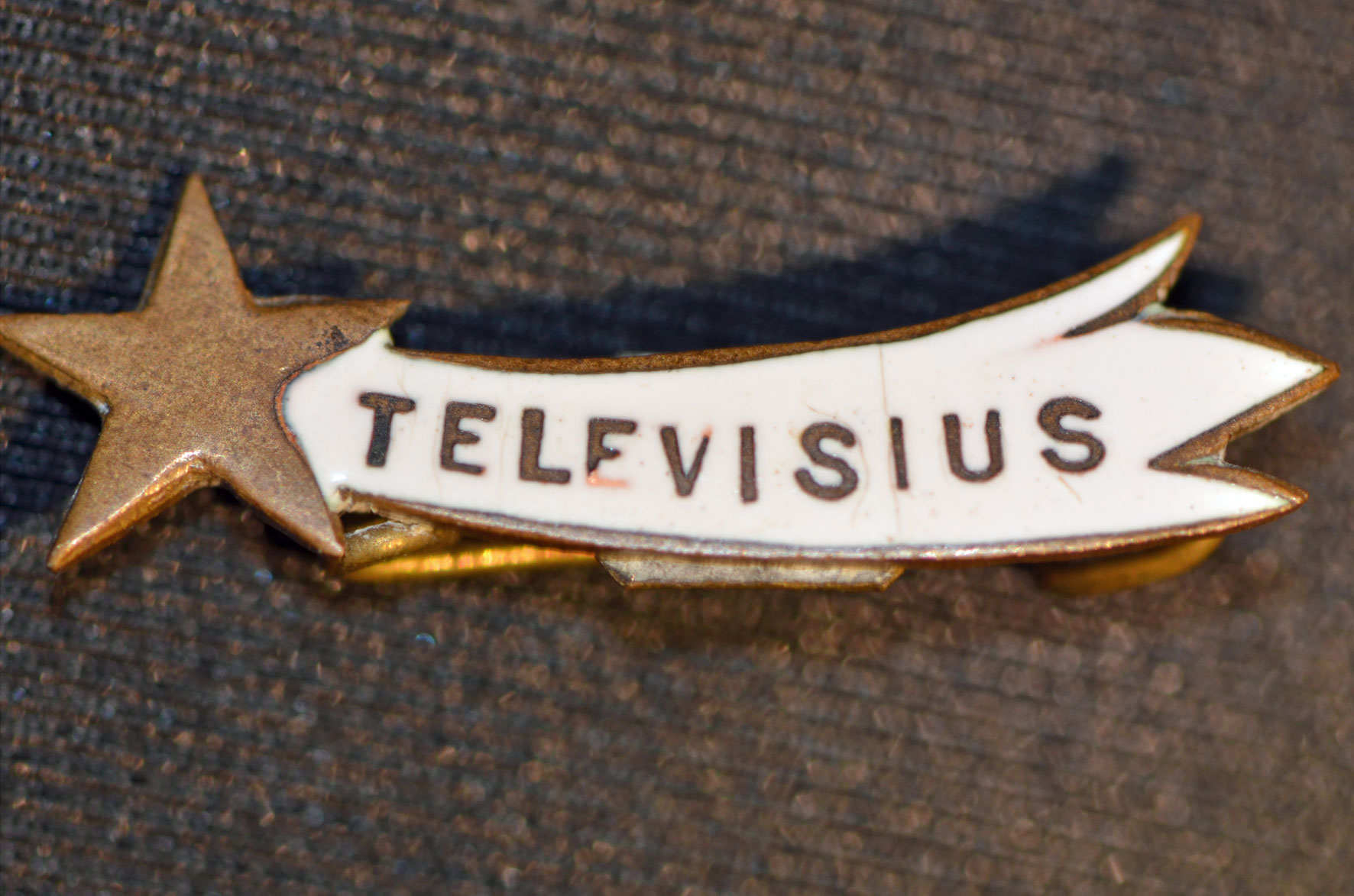